# Нижние Куряты
Нижние Куряты — село в Каратузском районе Красноярского края, административный центр Нижнекурятского сельсовета.

## История
Основано в 1882 году. В 1926 году село состояло из 174 хозяйств, основное население — русские. В административном отношении являлось центром Нижне-Курятского сельсовета Каратузского района Минусинского округа Сибирского края.

## Население
| 1926 | 2010 | 2012 |
| ---- | ---- | ---- |
| 796  | ↘489 | ↗509 |